# 송장까마귀

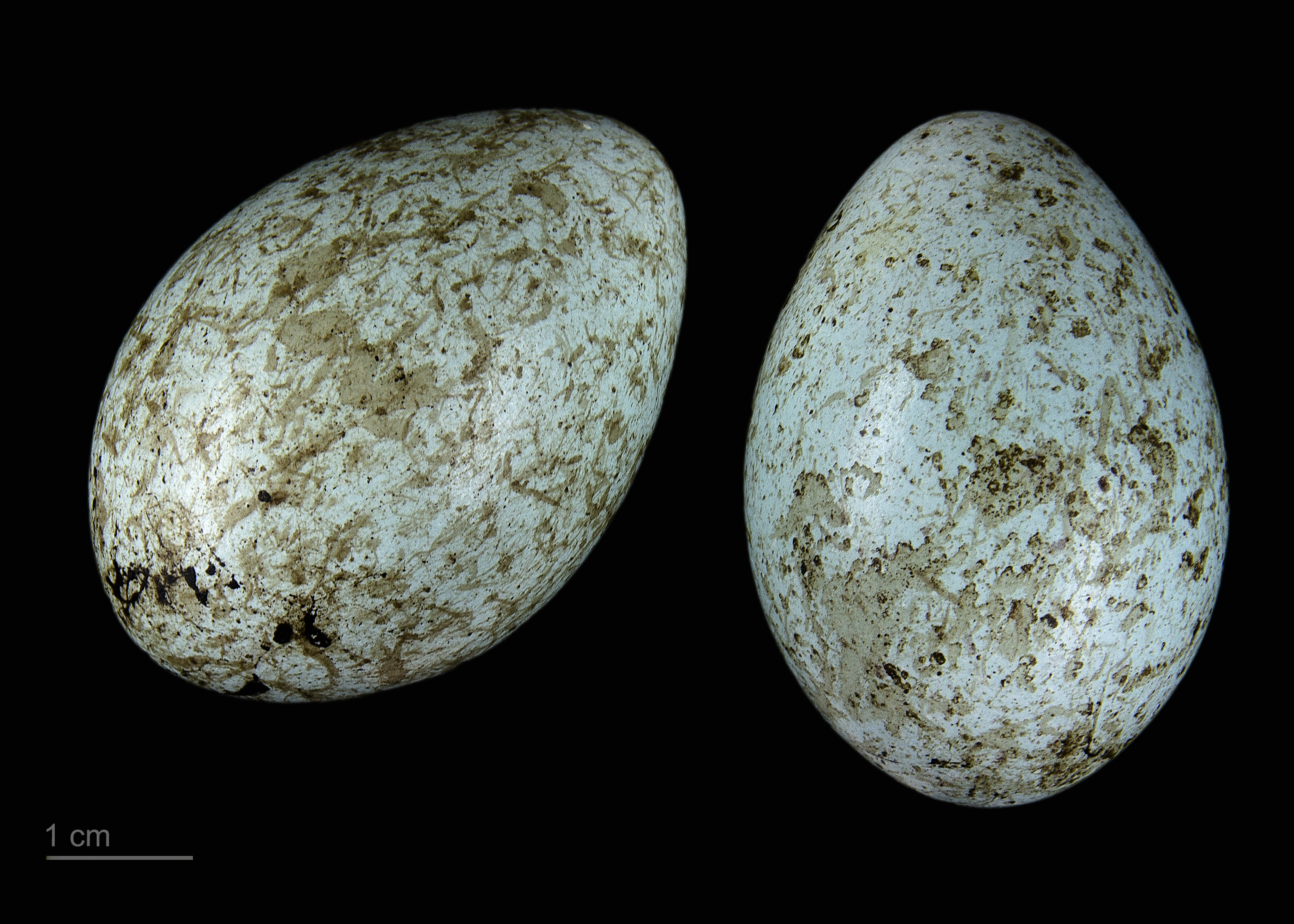
Corvus corone corone

송장까마귀(학명: Corvus corone)는 까마귀과 까마귀속에 속하는 연작류의 일종이다. 서유럽과 동아시아에 서식한다.

## 산란기
산란기는 3∼6월, 산란수는 3∼5개, 포란일수는 19∼20일, 육추기간은 30∼35일이다.

## 지능
머리가 좋고 지능이 높아서 가장 영리한 동물 중 하나이다. 훈련을 받은 까마귀는 6~7살 아이와 맞먹거나 상회하는 수준이다.  부피 개념과 시간의 흐름을 인지하고, 자기 자신을 알아보며, 여가 시간이나 문화, 고유의 언어도 있는 것으로 밝혀졌다. 심지어 즉흥적 문제 해결력과 도구 제작 능력은 침팬지를 능가한다는 연구도 있다. 인간과 함께 갈고리를 사용하는 유일한 동물이다.
2002년에 배티라는 이름의 뉴칼레도니아 까마귀가 병 속의 먹이를 꺼내기 위해 철사를 구부려 쓴 기록이 있다.
스크럽 제이라는 까마귀는 먹이로 땅콩과 벌레를 주었을 때 이를 은닉하는데, 시간이 오래 지나면 벌레가 썩었을 것이라고 생각하고 부패한 벌레는 찾으려는 시도조차 하지 않고 땅콩만 찾아먹었다. 시간의 흐름을 이해한다는 증거이다.

## 까마귀와 문화

### 세계의 까마귀
- 서양에서는 까마귀를 히치콕 감독의 영화에 소개될 정도로 불길한 새라고 생각한다.
  - 미자 소설가인 에드거 앨런 포의 시인 '갈가마귀'에는 불길한 새로 등장한다.
  - 서양의 별자리 중에 까마귀자리가 있다.
- 구약성서의 노아의 방주 이야기에서 육지가 드러났는지의 여부를 알기 위해 비둘기를 이용하였으며, 예언자 엘리야이야기에서 아합과 이세벨의 탄압을 피해 피신한 엘리야를 돌본 동물은 까마귀였다.
- 일본에서는 "길조이다."라고 생각하는 것은 이미 수십년전이며, 현재 일본에서는 길조로 여기지 않는다. 일본의 까마귀부리와 날개를 가진 괴물 카라스텐구가 있다. 대한민국에서의 비둘기에 대한 태도와 거의 유사한 편이기도 하다.
- 북유럽 신화에서 까마귀는 신들의 왕 오딘의 상징이며 지혜를 상징하는 새로, 길조이다.
- 다양한 문화매체에서 까마귀는 불길한 징조나 동물로 표현된다. 불길한 징조가 된 이유는 검은색의 깃털 때문인데, 이 색을 불길한 색으로 여겨지기 때문이다.